# Gornji Hruševec
Gornji Hruševec är en ort i Kroatien.   Den ligger i länet Zagrebs län, i den centrala delen av landet, 28 km söder om huvudstaden Zagreb. Gornji Hruševec ligger 170 meter över havet och antalet invånare är 240.
Terrängen runt Gornji Hruševec är platt. Runt Gornji Hruševec är det ganska glesbefolkat, med 21 invånare per kvadratkilometer. Närmaste större samhälle är Velika Gorica, 16,8 km norr om Gornji Hruševec. Omgivningarna runt Gornji Hruševec är en mosaik av jordbruksmark och naturlig växtlighet.